# Orobanchaceae

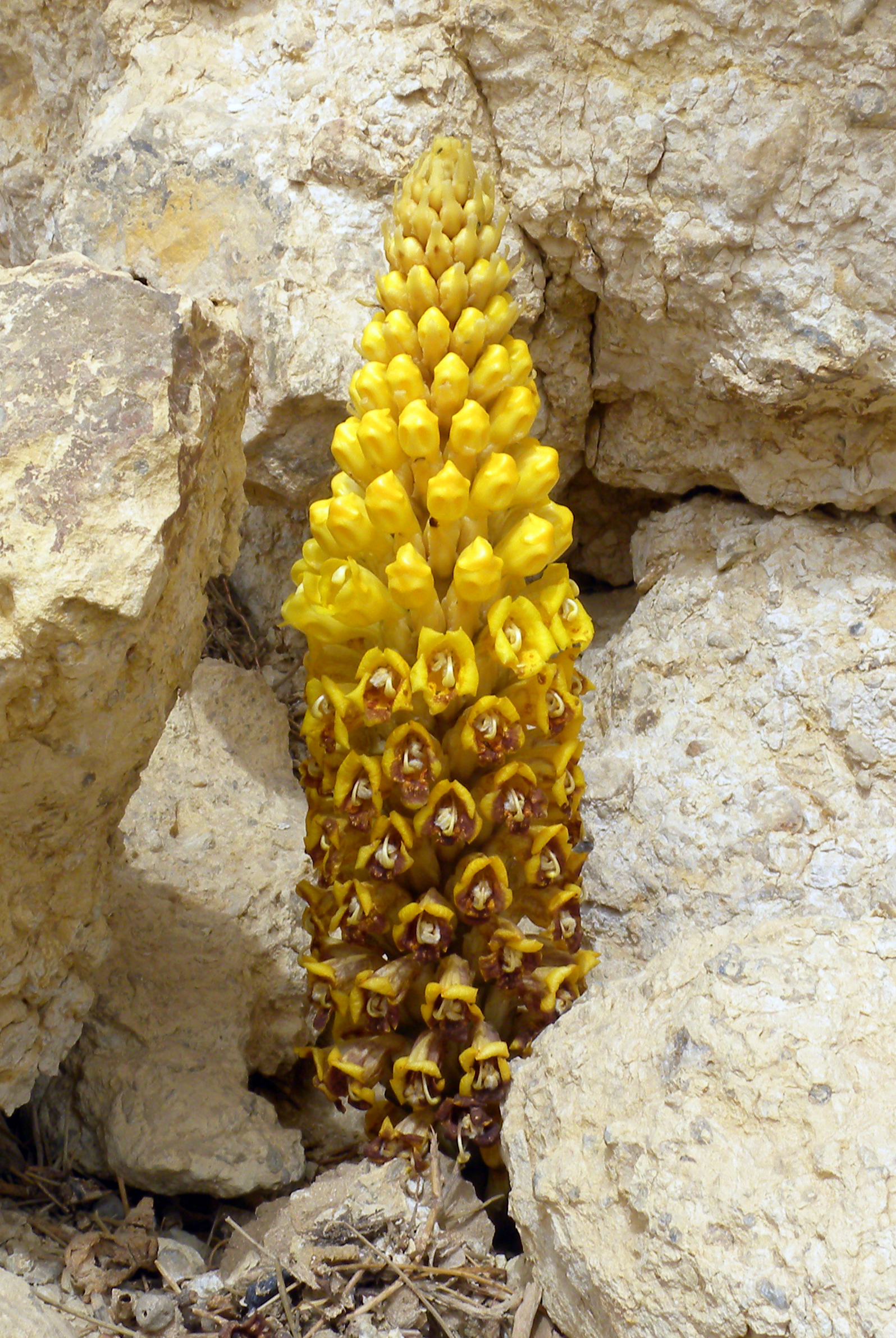
Cistanche tubulosa

La familia Orobanchaceae, perteneciente al orden de las Lamiales, forma un grupo de plantas de flor con alrededor de 25 géneros y más de 200 especies. Muchos de estos géneros estaban anteriormente incluidos en la familia Scrophulariaceae.
Esta familia, ampliamente extendida, se encuentra principalmente en todas las regiones templadas, excepto Sudamérica y zonas de Australia y Nueva Zelanda. Solamente existen  unas cuantas especies tropicales africanas y americanas.
Los miembros de esta familia son hierbas anuales o perennes, holoparásitas o hemiparásitas. Las especies holoparásitas son totalmente parasitarias, carecen de clorofila y son incapaces de realizar la fotosíntesis. Las hemiparásitas (transferidas de la familia Scrophulariaceae) sí realizan la fotosíntesis a pesar de ser parasitarias.

## Características
Únicamente unas cuantas especies poseen un sistema radicular desarrollado. La mayoría de ellas tienen una compacta y corta masa de raíces engrosadas o un gran órgano engrosado, simple o compuesto. Las raíces están unidas a su anfitrión por medio de haustorios en forma de gancho que suministran los nutrientes al parásito.
Poseen reducidas hojas escamosas sésiles y algo carnosas. Estas pequeñas escamas son simples, lanceoladas, oblongas u ovadas y dispuestas de forma alterna.
Las flores hermafroditas son bilaterales y simétricas, naciendo en racimos o espiguillas, o sencillas en el apéndice del delgado tallo.
El cáliz tubular está formado por entre 2 a 5 sépalos, con 5 pétalos bilabiados unidos formando la corola. El labio superior es bilabiado, mientras que el inferior es trilabiado. tiene dos estambres cortos y dos largos, que se insertan en el medio o en la base del tubo de la corola, alternados con los lóbulos del tubo. Puede haber un quinto estambre estéril. Las anteras se abren de forma longitudinal. El pistilo es unicelular y el ovario súpero. 
 La polinización es efectuada por los insectos.
El fruto es dehiscente, no carnoso, de cápsula uní-locular y contiene multitud de minúsculas semillas endospérmicas, las cuales son dispersadas por el viento a grandes distancias, incrementando de esta forma las posibilidades de encontrar nuevos anfitriones.
Estas plantas, excepto las hemiparásitas, pueden tener tonalidades amarillas, marrones, púrpuras o blancas, pero carecen por completo de tonos verdes. 
La familia carece de relevancia económica, a excepción de algunas especies perjudiciales para las cosechas.

## Tribus
- Buchnereae
- Orobancheae
- Rhinantheae

## Géneros
Lathraea ha sido clasificada tradicionalmente entre las Orobanchaceae, pero recientes evidencias sugieren que debería ser transferida a la familia Scrophulariaceae.
- Aeginetia
- Agalinis
- Alectra
- Anisantherina
- Asepalum
- Aureolaria
- Bartsia (hemiparásita)
- Bellardia
- Boschniakia
- Castilleja : (hemiparásita)
- Christisonia
- Cistanche
- Conopholis
- Cordylanthus
- Epifagus
- Erinus : (hemiparásita)
- Euphrasia : (hemiparásita)
- Gleadovia
- Kopsiopsis
- Lathraea
- Mannagettaea
- Melampyrum : (hemiparásita)
- Necranthus
- Odontites : (hemiparásita)
- Orobanche
- Orthocarpus : (hemiparásita)
- Parentucellia : (hemiparásita)
- Pedicularis : (hemiparásita)
- Phacellanthus
- Phelypaea : (hemiparásita)
- Platypholis
- Rhinanthus : (hemiparásita)
- Triphysaria
- Xylanche

- Datos: Q156192
- Multimedia: Orobanchaceae / Q156192
- Especies: Orobanchaceae